# Jump Pack

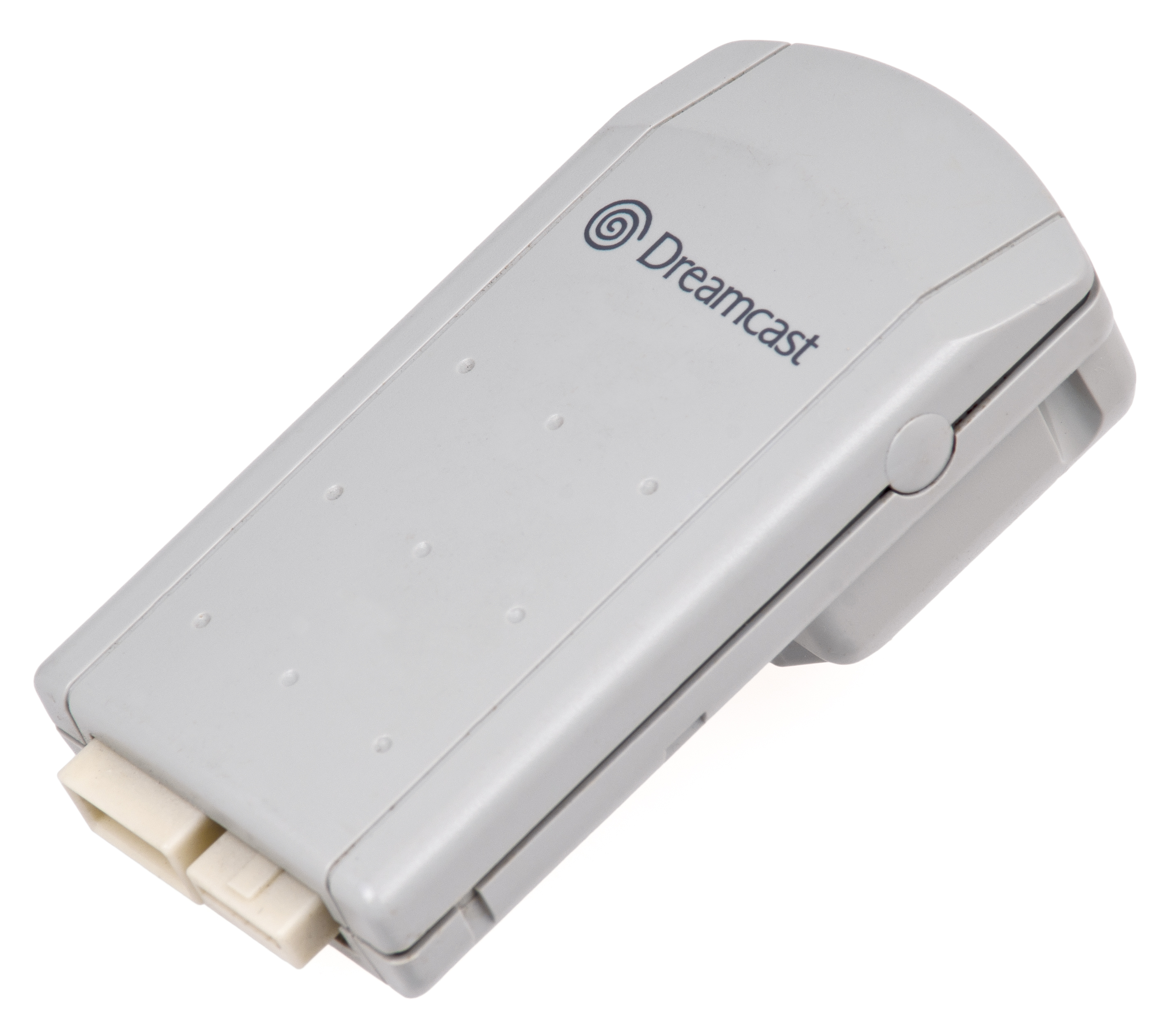
Jump Pack per Dreamcast

Per Jump Pack si intende un qualunque dispositivo di vibrazione connettibile ai Gamepad per SEGA Dreamcast (Come ad esempio il Dreamcast Gamepad). In pratica, grazie a queste espansioni, i controller per Dreamcast compatibili guadagnano la capacità di vibrare rispondendo a precisi stimoli indotti dai videogiochi. Ad esempio, il controller potrebbe vibrare ogni volta che, in un picchiaduro, si viene colpiti dall'avversario. Anche la playStation disponeva di controller in grado di vibrare, con la differenza che erano i gamepad stessi a vibrare, non si trattava di un dispositivo esterno di espansione. Questi dispositivi sono compatibili anche con le altre periferiche Dreamcast come la pistola Dreamcast Gun, possono essere usati contemporaneamente alla VMU o ad una diversa memory card, non richiedono batterie aggiuntive perché traggono l'energia dal Gamepad stesso e dispongono di vari livelli di vibrazione.

## Alcuni tipi di Jump Pack
- SEGA Purupuru Pack: Il primo Jump Pack per Dreamcast, originale creato dalla SEGA stessa.
- Dream Vibe - MadCatz: Semplicemente un clone del Purupuru pack, differisce solo nella forma e nella marca.
- Tremor Pack - Performance: Solo un altro clone del Purupuru pack.
- Vibration Pack - Topway: Ancora un clone del Purupuru pack.
- 4M Rumble Pack - EMS Production: Questo dispositivo è un ibrido tra un Jump Pack ed una memory card per Dreamcast, anche se, non avendo un display, non può essere considerato una VMU. Tramite un interruttore è possibile scegliere in quale delle due modalità disponibili farlo funzionare. Non è possibile, infatti, utilizzare le sue due caratteristiche peculiari in contemporanea.